# Temse
Temse (pronunciación en holandés: ˈtɛmsə) es un municipio de la región de Flandes, en la provincia de Flandes Oriental, Bélgica.
El municipio está formado por las localidades de Elversele, Steendorp, Tielrode y la propia Temse. El 1 de enero de 2018, Temse contaba con una población de 29.528 habitantes. El área total es de 39,92 km², lo cual supone una densidad de 740 habitantes por km².
El nombre de Temse deriva del galo-romano 'Tamisiacum' o 'Tamasiacum', también reflejado en el nombre francés de la localidad: 'Tamise'.
La localidad se sitúa en uno de los extremos del puente Temse, el puente de carretera más largo de Bélgica, que cruza el río Scheldt en su parte sur. Entre 1829 y 1994 Temse albergó el astillero Boelwerf que dominó la economía local y el mercado de trabajo durante buena parte de mediados del siglo XX. 

## Demografía

### Evolución
Todos los datos históricos relativos al actual municipio, el siguiente gráfico refleja su evolución demográfica, incluyendo municipios después de efectuada la fusión el 1 de enero de 1977.
| Gráfica de evolución demográfica de Temse entre 1846 y 2019 |
|                                                             |